# Памфлет
Памфлетът е кратко публицистично съчинение с голяма изобличителност.
Авторът заема определена гражданска позиция и с риторични средства въздейства на общественото мислене, за да се възприемат определени общи ценности. В заглавието е използван оксиморон.
„Памфлет“ означава и „брошура“, „флайър“.
Първият памфлет в историята на българската журналистика е публикуван от Георги Стойков Раковски в неговия „Предвестник“ през 1856 г.